# Ободдех (Шахритусский район)
Ободдех (тадж. Ободдеҳ; до 2024 года – Обшорон) — село в Хатлонской области Республики Таджикистан. 
Административный центр джамоата (сельской общины) Обшорон Шахритусского района.
Находится на расстоянии 4 км от райцентра (пгт. Тус) и 112 км от Душанбе .
Название села означает «благоустроенное село».
Население — 2800 чел. (2017).